# Fleischklops und Spaghetti
Fleischklops und Spaghetti ist eine US-amerikanische Zeichentrickserie von Fred Silverman und Jerry Eisenberg, geschrieben von Jack Mendelsohn. Sie zeigt die Abenteuer einer vierköpfigen Rock-Band, die mit ihrem Tourbus durch das Land reisen. Am Ende jeder Folge ist ein Musikvideo mit einem Song der Band zu sehen. Die Serie entstand 1982 und 1983 unter der Regie von Bob Richardson von InterMedia Entertainment Company, Pan Sang East und Marvel Productions. Die Musik komponierte Steve DePatie, für den Schnitt war Robert T. Gillis verantwortlich.
Die Erstausstrahlung erfolgte ab dem 18. September 1982 durch CBS in den USA. MGM/UA Television vertrieb die Serie weltweit. Die deutsche Erstausstrahlung fand Ende der 1980er Jahre in der Trickfilmschau im Ersten statt. Später wurde die Serie in den dritten Programmen wiederholt, erstmals 1990 bei Hessen 3 danach beim MDR Fernsehen und BR Fernsehen. Später wurde sie auch von Privatsendern ausgestrahlt.
| Figur                    | Originalsprecher | Deutscher Sprecher     | Instrument        |
| ------------------------ | ---------------- | ---------------------- | ----------------- |
| Fleischklops (Meatballs) | Ron Māsak        | Tobias Meister         | Gitarre & Gesang  |
| Klaus (Clyde)            | Barry Gordon     | Hans-Jürgen Dittberner | Gitarre           |
| Wusel (Woofer)           | Frank Welker     |                        | Schlagzeug        |
| Spaghetti                | Sally Julian     | Janina Richter         | Gesang & Keyboard |